# Gerhard Ries
Gerhard Ries (* 31. August 1943 in Fürstenfeldbruck) ist ein deutscher Rechtshistoriker.
Gerhard Ries besuchte von 1953 bis 1962 das Wilhelmsgymnasium München und studierte anschließend Rechtswissenschaft und altorientalische Sprachen an der Universität München. Nach den beiden Examina 1967 und 1971 erfolgte 1972 seine Promotion über ein Thema der altorientalischen Rechtsgeschichte in München. Im Anschluss an die Habilitation 1979 in den Fächern Antike Rechtsgeschichte, Römisches Recht und Bürgerliches Recht nahm er bis 1981 verschiedene Lehrstuhlvertretungen u. a. in Heidelberg, Freiburg und Regensburg wahr, ehe er 1983 eine Gastprofessur an der Universität Kyōto erhielt. 1994 wurde Ries auf den Lehrstuhl für Antike Rechtsgeschichte, Römisches Recht und Deutsches Bürgerliches Recht an der Universität Erlangen-Nürnberg berufen. Von 1997 bis zur Emeritierung 2008 war er Inhaber des Lehrstuhls für Antike Rechtsgeschichte und Bürgerliches Recht an der Universität München.
Neben häufigen Forschungsaufenthalten und Dozententätigkeiten als Gastprofessor in Japan, war Ries Anfang der 1990er Jahre auch Rechtsberater des Gesetzgebungsrates des Ministerrates der Republik Bulgarien im Auftrag der Harvard University. Zudem engagiert er sich in der Ausbildung ausländischer Juristen im deutschen Recht und war Vorsitzender des Fördervereins der Juristischen Fakultät an der Universität München.

## Veröffentlichungen (Auswahl)
- Die neubabylonischen Bodenpachtformulare, Schweitzer, Berlin 1976, ISBN 3-8059-0361-8 (Dissertation).
- Prolog und Epilog in Gesetzen des Altertums, C. H. Beck, München 1983, ISBN 3-406-09115-6 (Habilitationsschrift).